# Soli/Un bacio è troppo poco
Soli/Un bacio è troppo poco è il 69° singolo di Mina, pubblicato ad aprile del 1965 su vinile a 45 giri dall'etichetta Ri-Fi.

## Il disco
La copertina è la stessa del 45 giri Se piangi se ridi, ma con grafica (sempre di Romano Vitale) e colori differenti.
Esiste anche in versione esclusiva per jukebox, la cui vendita è vietata al pubblico.
Il singolo arriva alla decima posizione in hit-parade con diverse settimane di permanenza; nella classifica annuale delle vendite sarà 46°.
Contiene due dei tanti brani della fortunata collaborazione Mina - Bruno Canfora, qui in veste di autore, arrangiatore e direttore della sua orchestra. Il Maestro Canfora sarà il direttore musicale in tutti gli spettacoli televisivi anni sessanta con Mina, che contribuiranno ad affermarla incontrastata primadonna delle trasmissioni Rai del sabato sera.
Entrambi sono stati filmati per gli spot pubblicitari Barilla utilizzati a Carosello.

## Soli
Sigla finale del varietà tv Studio Uno 1965, brano firmato anche dagli autori del programma, Castellano e Pipolo. Il video della sigla (durata 1:02) è disponibile nel DVD Gli anni Rai 1962-1965 Vol. 9, inserito in un cofanetto monografico pubblicato da Rai Trade e GSU nel 2008.
Nel DVD Gli anni Rai 1966-1967 Vol. 7 dello stesso cofanetto, estratto dall'ultima puntata di Studio Uno (25 giugno 1966), è presente il video con un medley che comprende frammenti di entrambe le canzoni di questo singolo. La fantasia, con i brani Rome by Night/Due note/Sabato notte/Brava/Soli/Un bacio è troppo poco/Importante è avere te/Fortissimo/Tutta la gente del mondo, è contenuta anche nel CD audio I miei preferiti (Gli anni Rai), pubblicato nel 2014.
Il brano è stato inserito anche nelle raccolte Brava! (1990), Brava Mina 2 (1999) e Tutto Mina. Le origini (2006).
Nel 1965 Mina ha inciso questa canzone in lingua turca (titolo Neden yildizlar, testo di Sezen Cumhur Önal), reperibile nell'antologia Mina in the world del 2000.

## Un bacio è troppo poco
La canzone riscosse un ottimo gradimento da parte del pubblico, tanto da indurre la cantante a riproporla in ben due diverse puntate di Studio Uno. Il video del brano completo (durata 3:50), registrato durante la sesta puntata (20 marzo 1965), si trova nel DVD Gli anni Rai 1965-1966 Vol. 8 del cofanetto citato.
Nonostante il successo non è mai stata inserita in un album ufficiale; compare per la prima volta nell'introvabile raccolta su doppio 33 giri  Mina con voi del 1969 e, successivamente, solo in Ora o mai più... del 2002.
Nel 2010, il pezzo è stato inserito nella colonna sonora del film di Nina Di Majo Matrimoni e altri disastri.
Nel 2014, il ritornello è stato usato nella canzone di Mondo Marcio Un bacio (troppo poco) per l'album Nella bocca della tigre.

## Tracce
Lato A
1. Soli – 3:00 (testo: Franco Castellano, Giuseppe Moccia – musica: Bruno Canfora; edizioni musicali Curci)

Lato B
1. Un bacio è troppo poco – 3:14 (testo: Antonio Amurri – musica: Bruno Canfora; edizioni musicali Curci)